# Syringogastridae
Syringogastridae zijn een familie uit de orde van de tweevleugeligen (Diptera), onderorde vliegen (Brachycera). Wereldwijd omvat deze familie zo'n 1 geslacht en 23 soorten.

## Taxonomie
Het volgende geslacht is bij de familie ingedeeld:
- Syringogaster Cresson, 1912